# Mistrovství světa v plážovém fotbale

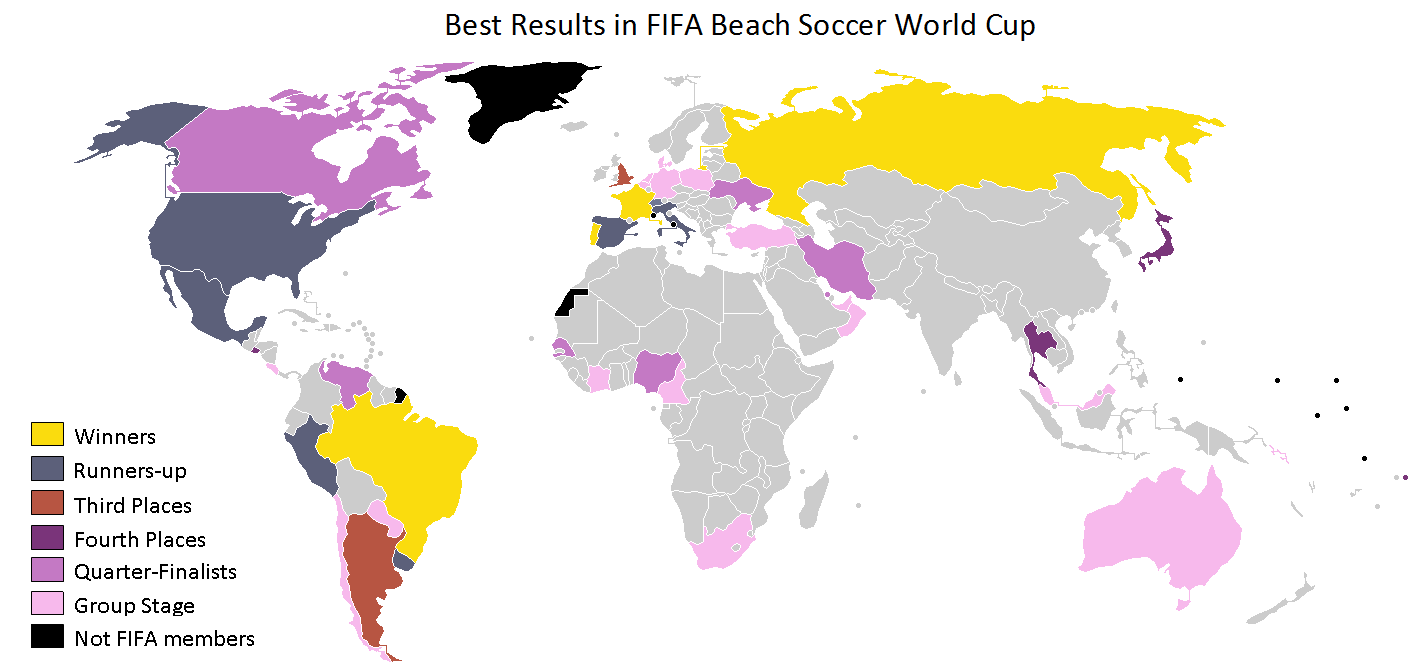
Mapa účastníků MS podle nejlepšího dosaženého výsledku

Mistrovství světa v plážovém fotbale je nejdůležitějším turnajem národních reprezentací v této variantě fotbalu. Poprvé ho uspořádala roku 1995 organizace Beach Soccer Worldwide na pláži Copacabana, roku 2005 převzala záštitu nad soutěží FIFA a od té doby nese oficiální anglický název FIFA Beach Soccer World Cup. Hraje se jednou za dva roky (do roku 2009 se mistrovství konalo každoročně).
Závěrečného turnaje se účastní šestnáct týmů postoupivších z kontinentálních kvalifikací (pět z Evropy, po třech z Jižní Ameriky a Asie, po dvou ze Severní Ameriky a Afriky a jeden z Oceánie), které hrají ve čtyřech čtyřčlenných skupinách, z nichž postupují dva nejlepší týmy do závěrečné vyřazovací fáze o titul.
Do roku 2007 se všechny šampionáty konaly v Brazílii. Brazilci jsou jediným týmem, který se zúčastnil všech osmnácti ročníků turnaje a také jsou historicky nejúspěšnější: třináctkrát vyhráli, jednou byli druzí, dvakrát třetí, jednou čtvrtí a teprve v roce 2015 vypadli ve čtvrtfinále. Dosud se v závěrečné fázi mistrovství představilo 42 zemí. Česká reprezentace v plážovém fotbale mezi nimi dosud nebyla; nejblíže účasti se ocitla v roce 2008, kdy v přímém zápase o postup prohrála se Španělskem.

## Přehled jednotlivých turnajů

### Beach Soccer Worldwide
| Rok          | Pořadatel |             | Finále | Finále      | Finále      |       | O třetí místo | O třetí místo | O třetí místo |
| Rok          | Pořadatel | Vítěz       | Skóre  | 2. místo    | 3. místo    | Skóre | 4. místo      |               |               |
| 1995 Detaily | Brazílie  | Brazílie    | 8 - 1  | USA         | Anglie      | 7 - 6 | Itálie        |               |               |
| 1996 Detaily | Brazílie  | Brazílie    | 3 - 0  | Uruguay     | Itálie      | 4 - 3 | USA           |               |               |
| 1997 Detaily | Brazílie  | Brazílie    | 5 - 2  | Uruguay     | USA         | 5 - 1 | Argentina     |               |               |
| 1998 Detaily | Brazílie  | Brazílie    | 9 - 2  | Francie     | Uruguay     | 6 - 3 | Peru          |               |               |
| 1999 Detaily | Brazílie  | Brazílie    | 5 - 2  | Portugalsko | Uruguay     | 7 - 6 | Peru          |               |               |
| 2000 Detaily | Brazílie  | Brazílie    | 6 - 2  | Peru        | Španělsko   | 6 - 3 | Japonsko      |               |               |
| 2001 Detaily | Brazílie  | Portugalsko | 9 - 3  | Francie     | Argentina   | 6 - 5 | Brazílie      |               |               |
| 2002 Detaily | Brazílie  | Brazílie    | 6 - 5  | Portugalsko | Uruguay     | 5 - 3 | Thajsko       |               |               |
| 2003 Detaily | Brazílie  | Brazílie    | 8 - 2  | Španělsko   | Portugalsko | 7 - 4 | Francie       |               |               |
| 2004 Detaily | Brazílie  | Brazílie    | 6 - 4  | Španělsko   | Portugalsko | 5 - 1 | Itálie        |               |               |

### FIFA Beach Soccer World Cup
| Rok          | Pořadatel               |             | Finále           | Finále      | Finále      |                  | O třetí místo | O třetí místo | O třetí místo |
| Rok          | Pořadatel               | Vítěz       | Skóre            | 2. místo    | 3. místo    | Skóre            | 4. místo      |               |               |
| 2005 Detaily | Brazílie                | Francie     | 3 - 3 (1-0 pen.) | Portugalsko | Brazílie    | 11 - 2           | Japonsko      |               |               |
| 2006 Detaily | Brazílie                | Brazílie    | 4 - 1            | Uruguay     | Francie     | 6 - 4            | Portugalsko   |               |               |
| 2007 Detaily | Brazílie                | Brazílie    | 8 - 2            | Mexiko      | Uruguay     | 2:2 (1-0 pen.)   | Francie       |               |               |
| 2008 Detaily | Francie                 | Brazílie    | 5 - 3            | Itálie      | Portugalsko | 5 - 3            | Španělsko     |               |               |
| 2009 Detaily | Spojené arabské emiráty | Brazílie    | 10 - 5           | Švýcarsko   | Portugalsko | 14 - 7           | Uruguay       |               |               |
| 2011 Detaily | Itálie                  | Rusko       | 12 - 8           | Brazílie    | Portugalsko | 3 - 2            | Salvador      |               |               |
| 2013 Detaily | Tahiti                  | Rusko       | 5 - 1            | Španělsko   | Brazílie    | 7 - 7 (1-0 pen.) | Tahiti        |               |               |
| 2015 Detaily | Portugalsko             | Portugalsko | 5 - 3            | Tahiti      | Rusko       | 5 - 2            | Itálie        |               |               |
| 2017 Detaily | Bahamy                  | Brazílie    | 6 - 0            | Tahiti      | Írán        | 5 - 3            | Itálie        |               |               |
| 2019 Detaily | Paraguay                | Portugalsko | 6 - 4            | Itálie      | Rusko       | 5 - 4            | Japonsko      |               |               |
| 2021 Detaily | Rusko                   | Rusko       | 5 - 2            | Japonsko    | Švýcarsko   | 9 - 7            | Senegal       |               |               |
| 2024 Detaily | Spojené arabské emiráty | Brazílie    | 6 - 4            | Itálie      | Írán        | 6 - 1            | Bělorusko     |               |               |
| 2025 Detaily | Seychely                | Brazílie    | 4 - 3            | Bělorusko   | Portugalsko | 3 - 2            | Senegal       |               |               |

### Přehled podle zemí
| Mužstvo     | Zlatá medaile                                                                                       | Stříbrná medaile     | Bronzová medaile                       | 4. místo                   |
| ----------- | --------------------------------------------------------------------------------------------------- | -------------------- | -------------------------------------- | -------------------------- |
| Brazílie    | 16 (1995, 1996, 1997, 1998, 1999, 2000, 2002, 2003, 2004, 2006, 2007, 2008, 2009, 2017, 2024, 2025) | 1 (2011)             | 2 (2005, 2013)                         | 1 (2001)                   |
| Portugalsko | 3 (2001, 2015, 2019)                                                                                | 3 (1999, 2002, 2005) | 5 (2003, 2004, 2008, 2009, 2011, 2025) | 1 (2006)                   |
| Rusko       | 3 (2011, 2013, 2021)                                                                                |                      | 2 (2015, 2019)                         |                            |
| Francie     | 1 (2005)                                                                                            | 2 (1998, 2001)       | 1 (2006)                               | 2 (2003, 2007)             |
| Uruguay     | | 3 (1996, 1997, 2006) | 4 (1998, 1999, 2002, 2007)             | 1 (2009)                   |
| Španělsko   | | 3 (2003, 2004, 2013) | 1 (2000)                               | 1 (2008)                   |
| Itálie      | | 3 (2008, 2019, 2024) | 1 (1996)                               | 4 (1995, 2004, 2015, 2017) |
| Tahiti      | | 2 (2015, 2017)       |                                        | 1 (2013)                   |
| USA         | | 1 (1995)             | 1 (1997)                               | 1 (1996)                   |
| Peru        | | 1 (2000)             |                                        | 2 (1998, 1999)             |
| Mexiko      | | 1 (2007)             |                                        |                            |
| Švýcarsko   | | 1 (2009)             | 1 (2021)                               |                            |
| Argentina   | |                      | 1 (2001)                               | 1 (1997)                   |
| Anglie      | |                      | 1 (1995)                               |                            |
| Írán        | |                      | 2 (2017, 2024)                         |                            |
| Japonsko    | | 1 (2021)             |                                        | 3 (2000, 2005, 2019)       |
| Bělorusko   | | 1 (2025)             |                                        | 1 (2024)                   |
| Thajsko     | |                      |                                        | 1 (2002)                   |
| Salvador    | |                      |                                        | 1 (2011)                   |
| Senegal     | |                      |                                        | 2 (2021, 2025)             |